# 61 Batalion Ochrony Pogranicza
Samodzielny Batalion Ochrony Pogranicza nr 61 – zlikwidowany samodzielny pododdział Wojsk Ochrony Pogranicza pełniący służbę na granicy polsko-czechosłowackiej.

## Formowanie i zmiany organizacyjne
Na podstawie rozkazu MON nr 055/org. z 20 marca 1948, na bazie Katowickiego Oddziału WOP nr 10, sformowano 21 Brygadę Ochrony Pogranicza w Gliwicach, a 24 kwietnia 1948 44 komendę odcinka WOP przemianowano na batalion Ochrony Pogranicza nr 61 JW 3916 (Zarządzenie SzSG Nr 0039/Org. z 11 sierpnia 1948).
Rozkazem Ministra Obrony Narodowej nr 205/Org. z 4 grudnia 1948, 1 stycznia 1949, Wojska Ochrony Pogranicza podporządkowano Ministerstwu Bezpieczeństwa Publicznego. Zaopatrzenie batalionu przejęła Komenda Wojewódzka Milicji Obywatelskiej.
1 stycznia 1951, na podstawie rozkazu MBP nr 043/org. z 3 czerwca 1950, na bazie 21 Brygady Ochrony Pogranicza, sformowano 4 Brygadę Wojsk Ochrony Pogranicza w Gliwicach, a 61 batalion Ochrony Pogranicza przemianowano na 41 batalion WOP.

## Struktura organizacyjna
Dyslokacja batalionu przedstawiała się następująco :
- 200 strażnica Ochrony Pogranicza Koniaków
- 201 strażnica Ochrony Pogranicza Jaworzynka
- 202 strażnica Ochrony Pogranicza Wisła
- 203 strażnica Ochrony Pogranicza Polana
- 204 strażnica Ochrony Pogranicza Dzięgielów.